# كارل فونتانا
كارل فونتانا (بالإنجليزية: Carl Fontana)‏ هو عازف جاز أمريكي، ولد في 18 يوليو 1928 في مونرو في الولايات المتحدة، وتوفي في 9 أكتوبر 2003 في لاس فيغاس في الولايات المتحدة بسبب مرض آلزهايمر.

## وصلات خارجية
- كارل فونتانا على موقع ميوزك برينز (الإنجليزية)
- كارل فونتانا على موقع أول ميوزيك (الإنجليزية)
- كارل فونتانا على موقع ديسكوغز (الإنجليزية)